# 부론초등학교 손곡분교
부론초등학교 손곡분교는 대한민국 강원특별자치도 원주시에 있었던 공립 초등학교이다. 1999년 본교에 통합되었다.

## 연혁
- 1950년 3월 31일: 부론국민학교 손곡분교장 인가
- 1953년 6월 9일: 손곡국민학교로 승격
- 1996년 3월 1일: 손곡초등학교로 개칭
- 1998년 3월 1일: 부론초등학교 손곡분교장으로 격하
- 1999년 9월 1일: 부론초등학교에 통합되어 폐지